# Vieux-Boucau-les-Bains

Vieux-Boucau-les-Bains este o comună în departamentul Landes din sud-vestul Franței. În 2009 avea o populație de 1.577 de locuitori.

## Evoluția populației
| An        | 1975  | 1982  | 1990  | 1999  | 2006  | 2009  |
| --------- | ----- | ----- | ----- | ----- | ----- | ----- |
| Populație | 1.072 | 1.151 | 1.210 | 1.379 | 1.576 | 1.577 |